# الافنيوز: مدرسة العالم
الافنيوز: مدرسة العالم هي مدرسة دولية خاصة تقع في نيويورك، الولايات المتحدة.

## الروابط الخارجية
1. ↑  reuters.com نسخة محفوظة 15 فبراير 2020 على موقع واي باك مشين.
2. ↑  Hechinger, John and Staley, Oliver. "Whittle Taps Exeter, Dalton Veterans to Start New York School" بلومبيرغ نيوز (January 31, 2011) "نسخة مؤرشفة". مؤرشف من الأصل في 2013-10-23. اطلع عليه بتاريخ 2015-12-10.{{استشهاد ويب}}:  صيانة الاستشهاد: BOT: original URL status unknown (link)
3. ↑  Banjo, Shelley. "Whittle Starts A City School" وول ستريت جورنال (January 31, 2011) "نسخة مؤرشفة". مؤرشف من الأصل في 2011-12-04. اطلع عليه بتاريخ 2015-12-10.{{استشهاد ويب}}:  صيانة الاستشهاد: BOT: original URL status unknown (link)

- الموقع الرسمي